# علم غيانا

تصميم علم غيانا

أعتمد علم غيانا في 26 مايو من سنة 1966 ويتكون علم غيانا تسعة خطوط أفقية أربعة منها خضراء وخمسة الخطوط الأخرى هي باللون الأصفر ويوجد في علم غيانا أيار في الجهة اليسرى العليا من العلم.

## أعلام سابقة

علم غيانا البريطانية
علم غيانا البريطانية
علم غيانا البريطانية